# Mandy Teefey
Mandy Teefey (née Amanda Dawn Cornett le 16 avril 1976 à Dallas au Texas) est une productrice de cinéma, réalisatrice et ancienne actrice de théâtre américaine. Elle est surtout connue pour être la mère de l'actrice et chanteuse, Selena Gomez.

## Biographie
Née à Dallas au Texas, Mandy a été adoptée par Debbie Jean (née Gibson) et David Michael Cornett. Elle est fille unique et a des origines italiennes. Elle est diplômée du lycée South Grand Prairie High School.
Mandy se lance dans le théâtre dès son plus jeune âge puis devient alors à l'adolescence une actrice de théâtre. En 2004, Mandy a travaillé comme coordonnatrice sur des projets d'animation comme Lucas, fourmi malgré lui avec les productions DNA à Irving. En 2006, Mandy fonde sa propre société de productions baptisé July Moon Productions à Dallas ainsi qu'à Los Angeles. Mandy est également le manager de sa fille, Selena.
À l'âge de 16 ans, Mandy a donné naissance à son premier enfant, une fille prénommée Selena Gomez. En 1997, lorsque Selena avait 5 ans, Mandy s'est séparée du père de sa fille, Ricardo Joel Gomez. Dès lors, elle élève seule sa fille. Cela a provoqué des problèmes financiers pour Mandy. Sur cette situation, Selena a déclaré : « Je me souviens que ma mère n'avait presque jamais d'essence, alors on s'asseyait et on demandait de l'aide au premier passant parce qu'elle détestait demander de l'argent à mes grands-parents. La plupart de nos repas étaient des macaroni au fromage mais cela ne dérangeait pas ma mère. Elle était très forte et très courageuse. Elle m'a eu à seulement 16 ans et cela a été une énorme responsabilité. Ma mère a tout laissé tomber pour moi ; elle a eu trois emplois différents, elle m'a soutenu et elle a sacrifié sa vie pour moi. ». Plus tard, Selena a déclaré : « Lorsque j'étais petite, je détestais la situation. J'étais très affecté par la séparation de mes parents et, alors que ma mère travaillait dur pour qu'on ait une vie bien meilleure, je ne voyais pas la lumière au bout du tunnel. Je suis terrifiée de ce que je serais devenue si j'étais restée au Texas. Je crois qu'en ce moment même, je serais déjà mariée et mère de deux enfants. ». Le 18 mai 2006, Mandy a épousé son compagnon de longue date, Brian Teefey. Après une fausse couche en décembre 2011, Mandy a donné naissance à une fille, prénommée Gracie Elliot Teefey, le 12 juin 2013,.